# Ludvig Holstein-Holsteinborg
Ludvig Henrik Carl Herman Holstein-Holsteinborg (Holsteinborg, 18 luglio 1815 – Copenaghen, 28 aprile 1892) è stato un politico danese, Presidente del Consiglio della Danimarca dal 28 maggio 1870 al 14 luglio 1874.

## Vita privata
Figlio di Friedrich Adolph Holstein-Holsteinborg e Wilhelmine Juliane contessa di Reventlow, nel 1850 sposa Bodild Joachimime Zahrtmann da cui ebbe cinque figli.
Dopo la morte della moglie, nel 1878 sposa Betzy Laura Rasmussen da cui ebbe un figlio.